# Har-Tuw
Har-Tuw (hebr. הר-טוב) – nieistniejący już moszaw położony w Mandacie Palestyny, zniszczony podczas I wojny izraelsko-arabskiej w dniu 17 maja 1948 przez siły egipskiego Bractwa Muzułmańskiego.

## Położenie
Osada była położona na niewielkim wzgórzu na wysokości 240 metrów n.p.m., w północnej części doliny rzeki Sorek.

## Historia
Na początku 1870 hiszpański konsul w Jerozolimie zakupił ponad 500 hektarów ziemi, które następnie odsprzedał Londyńskiemu Towarzystwu Szerzenia Chrześcijaństwa wśród Żydów. Pod koniec 1883 osiedliły się tutaj 24 rodziny żydowskie. Każda z tych rodzin otrzymała 15 hektarów ziemi ornej, zwierzęta gospodarcze oraz narzędzia rolnicza. Początkowo osadnicy mieszkali w prowizorycznych namiotach. Ze względu na trudności gospodarcze i brak wody, część gruntów była dzierżawiona Arabom. Po pewnym czasie osadnicy wybudowali drewniany szałas, w którym wspólnie mieszkały wszystkie rodziny. Byli oni zobowiązani uczestniczyć w niedzielnych nabożeństwach i posyłania swoich dzieci do szkoły misyjnej. Pomimo to, większość osadników nie przeszła na chrześcijaństwo.
W 1895 część syjonistycznego ruchu Chowewej Syjon pochodząca z Bułgarii odkupiła 500 hektarów ziemi od Londyńskiego Towarzystwa Szerzenia Chrześcijaństwa wśród Żydów. Istniejąca tutaj osada została wówczas przemianowana na moszaw Har-Tuw (hebr. הר-טוב). Osiedliło się w niej 12 żydowskich rodzin. Tutejsze życie było bardzo ciężkie. Brakowało wody, kamieniste gleby nie nadawały się do rozwoju rolnictwa, występował niedobór narzędzi i nasion. Z tych powodów, w 1900 jeden z mieszkańców zrezygnował z działalności rolniczej i otworzył firmę przewozową do Jerozolimy.

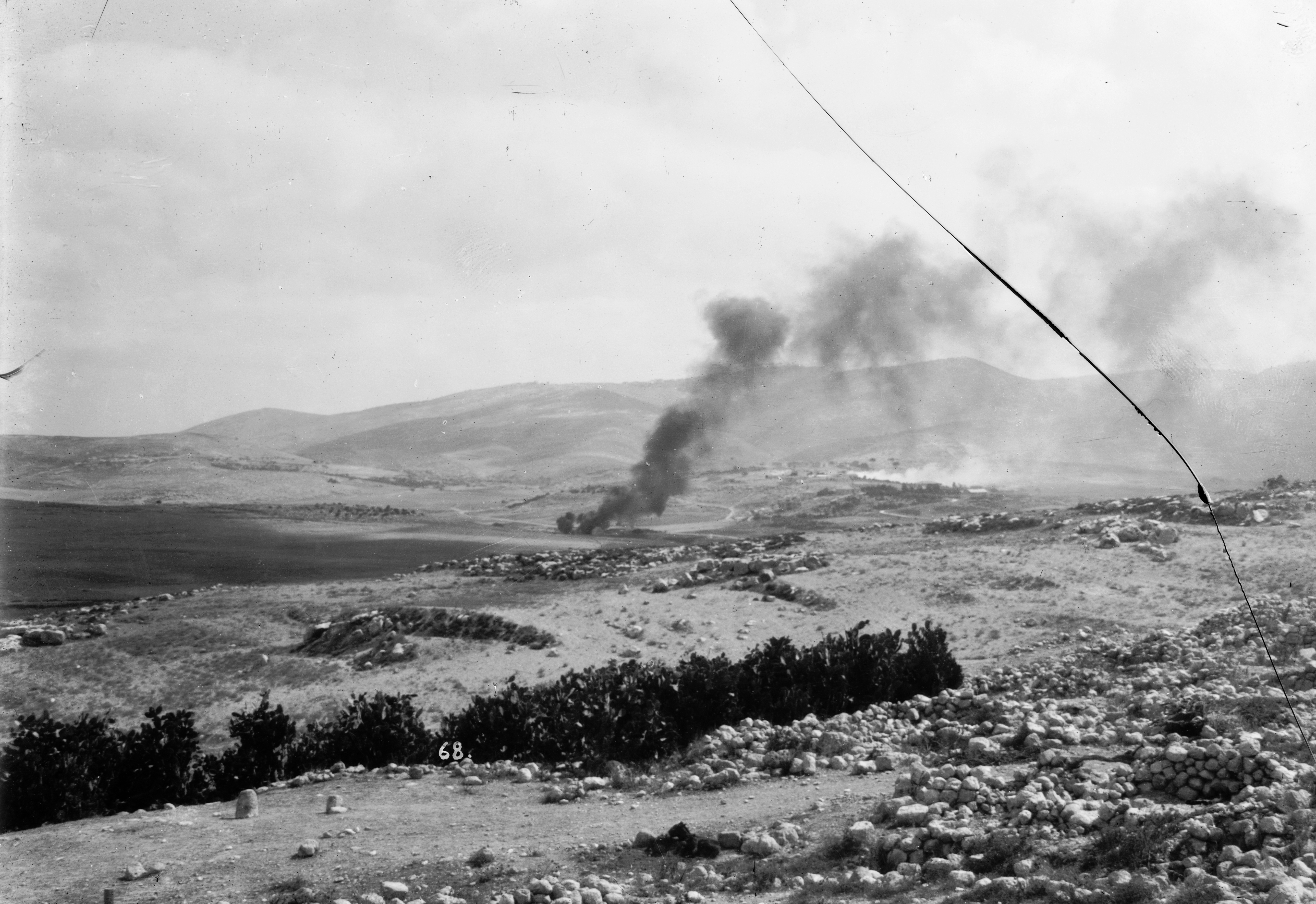
Żydowska kolonia Har-Tuw płonie podczas arabskich rozruchów, 25 sierpnia 1929

Podczas I wojny światowej osadę zajęły w 1917 wojska brytyjskie, które wyprowadziły z tego obszaru uderzenie na Jerozolimę. Podczas arabskich rozruchów w 1929 osada została podpalona. Jej mieszkańcy uciekli do Jerozolimy. Brytyjskie władze mandatowe wymierzyły ostre represje wobec mieszkańców okolicznych wiosek arabskich, którzy byli zaangażowani w zniszczenie Har-Tuw. Odbudowa osiedla nastąpiła w 1930. W 1935 przy moszawie wybudowano fabrykę cementu.
Podczas wojny domowej w Mandacie Palestyny pod koniec 1947 arabskie milicja sparaliżowały komunikację wokół osiedla Har-Tuw. W dniu 20 grudnia 1947 w ataku na ciężarówkę zginęły 3 osoby. Od tego momentu, żydowska organizacja paramilitarna Hagana organizowała konwoje z zaopatrzeniem, które było chronione przez opancerzone samochody. W dniu 18 marca 1948 jeden z takich konwojów został napadnięty w drodze powrotnej z Har-Tuw do Jerozolimy. Podczas ataku zginęło 11 osób. Kilkakrotnie dochodziło do ataków na moszaw. Trudna sytuacja na początku I wojny izraelsko-arabskiej doprowadziła do podjęcia decyzji o ewakuacji moszawu. W nocy z 15 na 16 maja 1948 mieszkańcy opuścili Har-Tuw i udali się pieszo do moszawu Kefar Urijja. Opuszczoną wioskę zajęły i zniszczyły siły egipskiego Bractwa Muzułmańskiego. Podczas Operacji Danny w nocy z 17 na 18 lipca 1948 Izraelczycy odbili wzgórze, tworząc na nim silny punkt obronny.
Po wojnie powstał tutaj obóz dla nowo przybyłych imigrantów żydowskich (ma'abara), a w 1950 w jego sąsiedztwie założono moszaw Nacham.